# Peter Knubel
Peter Knubel (Sankt Niklaus, cantão de Valais, Suíça, 1833 - Sankt Niklaus, 6 de abril de 1919) foi um guia de alta montanha e pai de vários guias de montanha.

## Biografia
Os Knubel são uma grande família de irmãos, tios e filhos de guias de montanha e dos quais Peter era o mais novo de cinco irmãos. Peter teve quatro filhos todos dedicados  ao alpinismo Salomon, Cesar, Rudolf, e o célebre Joseph Knubel.
Participou na construção da cabana do Matterhorn.

## Alpinismo
Peter Knubel operou durante a segunda metade do século XIX na chamada  idade de ouro do alpinismo durante a qual foram abertas rotas e conquistados os cumes do Maciço Alpino, período que está largamente ligado aos alpinistas do Reino Unido.

## Os desastres
Peter Knubel era o mais velho de seus cinco irmãos, três dos quais - Niklaus, Johann e Peter-Josef, assim como os dois alpinista que guiavam; W. A. Lewis e N. H. Paterson - morreram quando uma cornija de neve se desprendeu da aresta cimeira na ascensão do Lyskamm .
Um filho de Peter, Salomon também foi apanhado por uma avalanche no Wetterhorn em 1902 Além de Salomon, Peter Knubel teve outros filhos: Cesar, Rudolf, e o célebre Joseph Knubel.

## Ascensões
Do seu ativo podem assinala-se as seguintes primeiras ascensões:
- Julho de 1868 - com Josef Marie Lochmatter e o reverendo Julius Marshall Elliot, repete a subida do Cervino pela aresta Hörnli, itinerário da dramática ascensão realizada por Edward Whymper  a 16 de setembro de 1911, o Desastre no Matterhorn
- 1873 - com Marco Maglionini, Albert de Rothschild secundado pelos guias Nicolas Knubel e Édouard Cupelin fazem a primeira do Corno Nero no Mont Rose
- 1874 - primeiro guia suíço a fazer uma expedição no Cáucaso, para uma primeira ascensão do monte Elbrus com os ingleses Horace Walker e Frederick Gardiner secundado pelo guia dos Balcãs Akhia Sottaiev.